# 新興線
新興線（シヌンせん）は、朝鮮民主主義人民共和国咸鏡南道咸興市にある咸興駅から赴戦郡にある赴戦湖畔駅までを結ぶ鉄道路線である。

## 路線データ
- 路線距離：咸興～赴戦湖畔間91.6km
- 駅数：16（両端駅を含む）
- 軌間：咸興駅～新興駅（1435mm）、新興駅～赴戦湖畔駅（762mm）
- 電化区間：全線（直流3000V）
- 複線区間：なし

## 概要
日本統治時代に建設された新興鉄道長津線・松興線を原型としている。

## 駅一覧
- 駅所在地は全線咸鏡南道内。

| 駅名                | 駅名                | 駅名                       | 駅間キロ (km) | 咸興 からの 累計キロ (km) | 栄光 からの 累計キロ (km) | 接続路線                         | 所在地 | 線籍上の路線名 |
| 日本語              | 朝鮮語              | 英語                       | 駅間キロ (km) | 咸興 からの 累計キロ (km) | 栄光 からの 累計キロ (km) | 接続路線                         | 所在地 | 線籍上の路線名 |
| ------------------- | ------------------- | -------------------------- | ------------- | ------------------------- | ------------------------- | -------------------------------- | ------ | -------------- |
| 咸興操車場          | 함흥조차장          | Hamhŭng Choch'ajang        | 0.0           | -3.9                      | -                         | 北朝鮮鉄道省：平羅線・ビナロン線 | 咸興市 | ※              |
| 咸興駅              | 함흥역              | Hamhŭng                    | 3.9           | 0.0                       | -                         | 北朝鮮鉄道省：平羅線・西湖線     | 咸興市 | ※              |
| 咸興駅              | 함흥역              | Hamhŭng                    | 3.9           | 0.0                       | -                         | 北朝鮮鉄道省：平羅線・西湖線     | 咸興市 | 新興線         |
| カダム駅 (興祥駅)   | 가담역 (흥상역)     | Kadam (Hŭngsang)           | 6.6           | 6.6                       | -                         |                                  | 咸興市 |                |
| 富民駅              | 부민역              | Pumin                      | 2.7           | 9.3                       | -                         |                                  | 咸興市 |                |
| 長興駅              | 장흥역              | Changhŭng                  | 3.0           | 12.3                      | -                         |                                  | 栄光郡 |                |
| 栄光駅 (五老駅)     | 영광역 (오로역)     | Yŏnggwang (Oro)            | 4.7           | 17.0                      | 0.0                       | 北朝鮮鉄道省：長津線             | 栄光郡 |                |
| 豊上駅              | 풍상역              | P'ungsang                  | 8.9           | 25.9                      | 8.9                       |                                  | 栄光郡 |                |
| 千仏山駅            | 천불산역            | Ch'ŏnbulsan                | 7.6           | 33.5                      | 16.5                      |                                  | 栄光郡 |                |
| 新興駅 (咸南新興駅) | 신흥역 (함남신흥역) | Sinhŭng (Hamnam Sinhŭng)   | 7.5           | 41.0                      | 24.0                      |                                  | 新興郡 |                |
| 東興駅              | 동흥역              | Tonghŭng                   | 6.9           | 47.9                      | 30.9                      |                                  | 新興郡 |                |
| 慶興駅              | 경흥역              | Kyŏnghŭng                  | 6.2           | 54.1                      | 37.1                      |                                  | 新興郡 |                |
| 松下駅              | 송하역              | Songha                     | 1.8           | 55.9                      | 38.9                      |                                  | 新興郡 |                |
| 松興駅 (咸南松興駅) | 송흥역 (함남송흥역) | Songhŭng (Hamnam Songhŭng) | 5.1           | 61.0                      | 44.0                      |                                  | 新興郡 |                |
| 赴戦嶺駅            | 부전령역            | Pujŏnryŏng                 | 7.1           | 68.1                      | 51.1                      |                                  | 赴戦郡 |                |
| 咸地院駅            | 함지원역            | Hamjiwŏn                   | 6.6           | 74.7                      | 57.7                      |                                  | 赴戦郡 |                |
| 道安駅 (咸南道安駅) | 도안역 (함남도안역) | Toan (Hamnam Toan)         | 14.2          | 88.9                      | 71.9                      |                                  | 赴戦郡 |                |
| 赴戦湖畔駅          | 부전호반역          | Pujŏnhoban                 | 2.7           | 91.6                      | 74.6                      |                                  | 赴戦郡 |                |

- ※：咸興操車場～咸興駅間は平羅線であるが、全列車が咸興操車場まで乗り入れる。

### 廃駅
- 典洞駅(전동역) - 豊上駅と千仏山駅との間に存在した。廃止当時は咸鏡南道栄光郡に位置していた。（咸興起点30.7km、栄光起点13.7km）
- 吉峰駅(길봉역) - 新興駅と東興駅との間に存在した。廃止当時は咸鏡南道新興郡に位置していた。（咸興起点43.8km、栄光起点26.8km）
- 下松興駅(하송흥역) - 咸地院駅と松興駅との間に存在した。廃止当時は咸鏡南道新興郡に位置していた。（咸興起点60.0km、栄光起点43.0km）
- 赴戦駅(부전역) - 松下駅と道安駅との間に存在した。廃止当時は咸鏡南道赴戦郡に位置していた。旧駅名は元豊駅(원풍역)。（咸興起点81.0km、栄光起点64.0km）

### 廃止区間
咸興～西咸興～カダム間
咸興駅(함흥역)（咸興起点0.0km） - 西咸興駅(서함흥역)（咸興起点1.1km、西湖線に接続） - カダム駅（咸興起点6.6km）
- 駅名は廃止当時のもの。駅は全て咸鏡南道咸興市に位置していた。

松興～赴戦嶺間
松興駅(함흥역)（咸興起点61.0km、栄光起点44.0km） - 白岩山駅(백암산역)（咸興起点77.2km、栄光起点60.2km） - 赴戦嶺駅(부전령역)（咸興起点82.3km、栄光起点65.3km）
- 駅名は廃止当時のもの。白岩山駅は全て咸鏡南道新興郡に位置していた。

### 廃止された支線
長豊支線
豊上駅 (0.0km) - 長豊駅(장풍역) (2.3km)
- 駅は全て咸鏡南道栄光郡に位置していた。

## 参考資料
- 国分隼人（2007年）. 『将軍様の鉄道 北朝鮮鉄道事情』, 新潮社. ISBN 9784103037316